# 古希腊卫生

## 公共卫生的成果
希波克拉底建立了医学教育学校、雅典对人群公共健康监督的研究。人们有了社区卫生的概念，如建立公共浴池、厕所，进行公共垃圾处理。
在前8世紀以後，古希臘人建立了用水系統，以提供衛生供水。